# St. Mariä Himmelfahrt (Drößling)

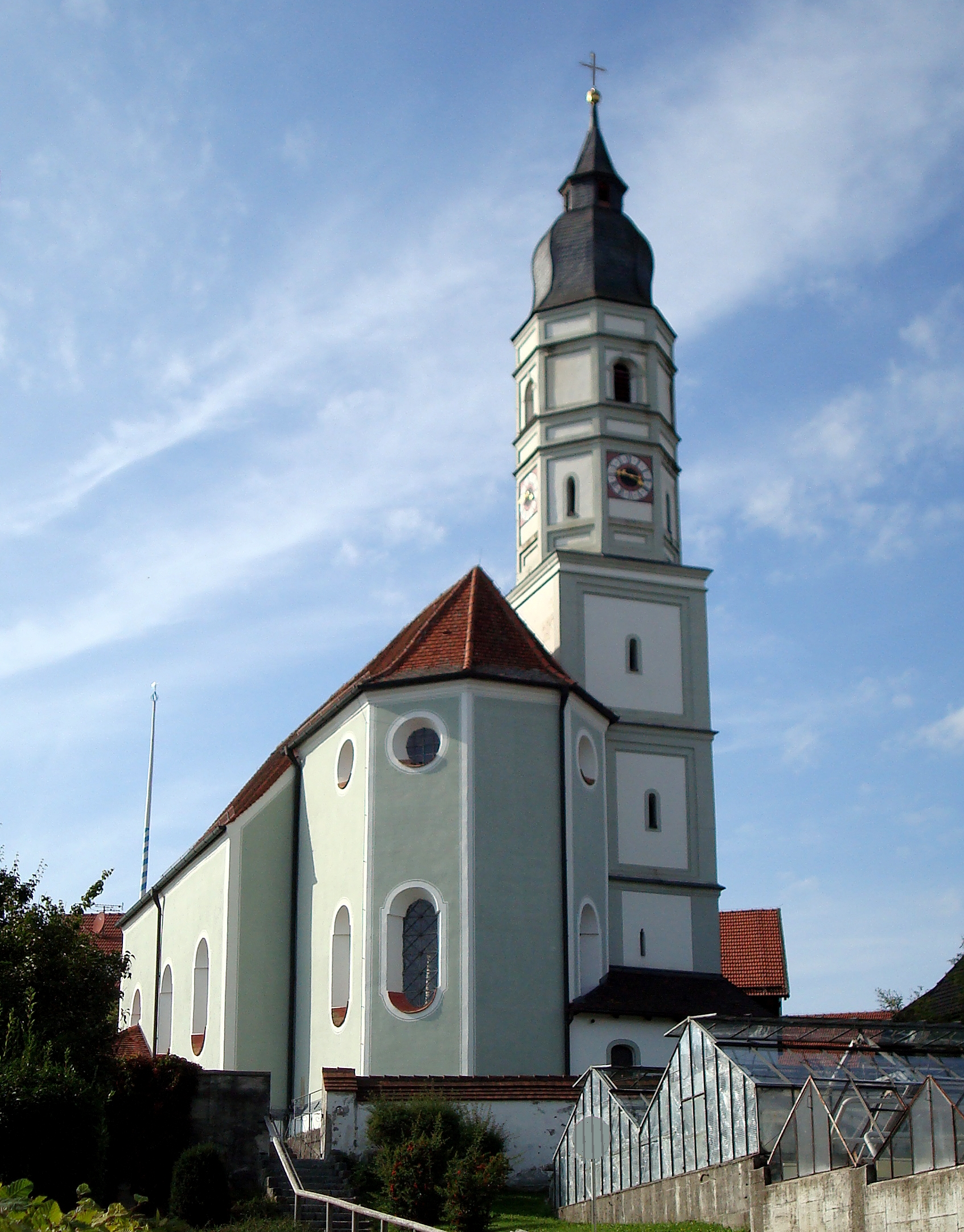
St. Mariä Himmelfahrt in Drößling

Die römisch-katholische Pfarrkirche St. Mariä Himmelfahrt ist ein Baudenkmal im Seefelder Gemeindeteil Drößling im Landkreis Starnberg. 

## Geschichte
Der Vorgängerbau des heutigen Gebäudes wurde vermutlich in der zweiten Hälfte des 15. Jahrhunderts errichtet. Darauf lässt eine im Jahr 1471 gegossene Glocke schließen. Der Chor dieses gotischen Baus wurde bei der Neuerrichtung im Jahre 1688 durch Martin Gunetzrhainer einbezogen. Der Turm von Philipp Zwerger ist aus dem Jahre 1700. Im 17. und 18. Jahrhundert florierte eine Wallfahrt zu dem Gnadenbild der sogenannten Weintraubenmadonna. 1967/68 wurde die Kirche renoviert. Bei einer Außenrenovierung 1993 wurde auch die Barockfassung rekonstruiert.

## Baubeschreibung
Bei Mariä Himmelfahrt handelt es sich um einen breiträumigen Saalbau mit eingezogenem, dreiseitig geschlossenem Chor. Der nördliche Chorflankenturm beherbergt im Erdgeschoß die Sakristei. Die Stichkappentonne, im Langhaus über einer Pilastergliederung, überspannt beide Raumteile. Der Rahmenstuck im Chor mit Fruchtgehängen und Engelsköpfen ist aus dem Jahre 1688 von dem Vorarlberger Michael Natter, welcher in Dießen tätig war. Die hölzerne Westempore ist reich dekoriert. An der Unterwölbung findet sich eine Felderdecke.

## Ausstattung

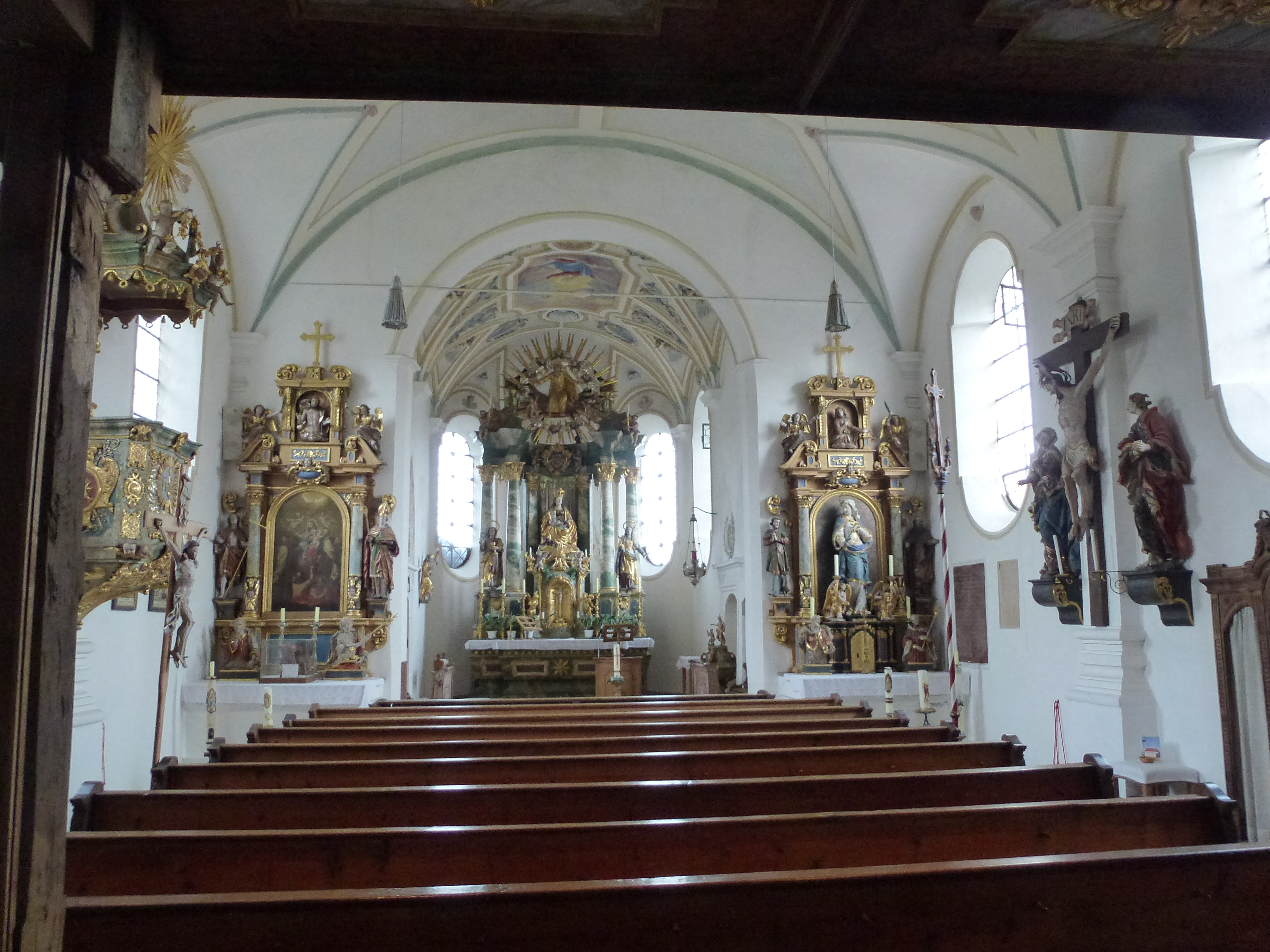
Innenraum

Im Zentrum des Hochaltars mit offener Säulenstellung findet sich das ehemalige Gnadenbild, eine etwa 1,60 Meter hohe Holzfigur der Muttergottes, vermutlich der Münchner Schule um 1480. Die seitlichen Figuren von 1688 stellen die Heiligen Barbara und Ursula dar und sind von Heinrich Hagn. Die Holzstatuetten an der Emporenbrüstung aus dem Jahr 1689, welche Christus und die Zwölf Apostel darstellen, sind ebenso von Hagn. Der Tabernakel von Hörmann ist vermutlich aus dem Jahr 1829. Die Seitenaltäre um 1690 mit Figuren der Heiligen Johannes des Täufers und Ulrich sowie der Muttergottes neben den Heiligen Hubertus und Antonius sind von Balthasar Zwinck d. Ä. aus Uffing. Die Büsten an den Seitenaltären sind, wie die Kreuzigungsgruppe um 1720 an der Südwand, von Lorenz Luidl. Die Rokokokanzel ist aus der Zeit um 1750. Die Beichtstühle um 1770 stammen vermutlich von dem ortsansässigen Kistler Johann Georg Leuthner. Im Vorzeichen findet sich eine Ölberggruppe um 1715 von Lorenz Luidl. Zwei Glocken datieren auf die Jahre 1471 und 1569.